# Metorchis conjunctus
Metorchis conjunctus (anglicky Canadian liver fluke) je motolice z čeledi Opisthorchiidae parazitující v jaterních žlučovodech nebo žlučníku rybožravých savců v Severní Americe. Vývojový cyklus je složitý a zahrnuje 2 mezihostitele. Prvním je vodní plž Amnicola limosa, druhým mezihostitelem jsou ryby pakaprovec severní (Catostomus commersonii) nebo střevle velká (Semotilus corporalis). Definitivní hostitel se nakazí pozřením infikovaných ryb (metacerkarie jsou ve svalovině ryb). Nejčastějším definitivním hostitelem je liška, norek a mýval severní, příležitostně i vlk, pes a kočka. Jsou známy i infekce člověka po konzumaci nedostatečně tepelně upravených ryb.